# Strymon delineata
Strymon delineata är en fjärilsart som beskrevs av Klein. Strymon delineata ingår i släktet Strymon och familjen juvelvingar. Inga underarter finns listade i Catalogue of Life.